# Heteralex
Heteralex is een geslacht van vlinders van de familie spanners (Geometridae), uit de onderfamilie Oenochrominae.

## Soorten
- H. aspersa Warren, 1894
- H. rectilineata Guenée, 1858
- H. unilinea Swinhoe, 1902